# Ivanjske ptičice
Ivanjske ptičice (Zygaenidae) porodica su malih danjih leptira snažnog tijela, uskih krila (raspon 3–3,5 cm). Prednja krila su im uska, a stražnja imaju kratke resice. Stražnja krila su mnogo manja od prednjih. Tijelo zdepasto. Ticala su im kijačasta, kod mužjaka svinuta.
Gusjenice su im slične baburama, hrane se lišćem mahunarki, a obitavaju na cvjetnim livadama. Zakukulje se u čvrstu sjajnu zapretku.
Porodica se sastoji od 150 rodova s ukupno 1 075 vrsta. Najpoznatije vrste su livadna ivanjska ptičica (Zygaena filipendulae) i kranjska ivanjska ptičica (Zygaena carniolica).

## Rodovi
1. Acoloithus Clemens, 1860
2. Aethioprocris Alberti, 1954
3. Agalope Walker, 1854
4. Aglaope Latreille, 1809
5. Allobremeria Alberti, 1954
6. Allocaprima Hering, 1922
7. Allocyclosia Hering, 1922
8. Alloprocris Hering, 1925
9. Alophogaster Hampson, 1893
10. Alteramenelikia Alberti, 1971
11. Amesia Duncan, 1841
12. Anarbudas Jordan in Seitz, 1907
13. Ankasocris Viette, 1965
14. Aphantocephala Felder, 1861
15. Arachotia Moore, 1879
16. Araeocera Hampson 1893
17. Arbudas Moore 1879
18. Artona Walker 1854
19. Astyloneura Gaede 1914
20. Atelesia Jordan 1930
21. Balataea
22. Barbaroscia
23. Boradia
24. Boradiopsis
25. Burlacena
26. Cadphises
27. Callizygaena
28. Campylotes
29. Caprima
30. Chalconycles
31. Chalcophaedra
32. Chalcosia
33. Chalcosiopsis
34. Chilioprocris
35. Clelea
36. Clematoessa
37. Corma
38. Cryptophysophilus
39. Cyanidia
40. Cyclosia
41. Dendrocera
42. Doclea
43. Docleomorpha
44. Docleopsis
45. Dubernardia
46. Elcysma
47. Ephemeroidea
48. Epiorna
49. Erasmia
50. Erasmiphlebohecta
51. Eterusia
52. Euclimacia
53. Eucorma
54. Eucormopsis
55. Eumorphiopais
56. Eusphalera
57. Euxanthopyge
58. Formozygaena
59. Funeralia
60. Gaedea
61. Gonioprocris
62. Gynatoceras
63. Gynautocera
64. Hadrionella
65. Hampsonia
66. Harrisina
67. Harrisinopsis
68. Harrisinula
69. Hemiscia
70. Herpa
71. Herpidia
72. Herpolasia
73. Hestiochora
74. Heteropan
75. Heterusinula
76. Histia
77. Homophylotis
78. Hysteroscene
79. Illiberis
80. Inope
81. Ischnusia
82. Isocrambia
83. Kubia
84. Lamontia
85. Leptozygaena
86. Levuana
87. Lophosoma
88. Madaprocris
89. Malamblia
90. Malthaca
91. Metanycles
92. Milleriana
93. Mimascaptesyle
94. Neobalataea
95. Neoprocris
96. Neurosymploca
97. Onceropyga
98. Opisoplatia
99. Orna
100. Panherpina
101. Parasyntomis
102. Pernambis
103. Phacusa
104. Phauda
105. Phaudopsis
106. Philopator
107. Phlebohecta
108. Piarosoma
109. Pidorus
110. Platyzygaena
111. Pollanisus
112. Pompelon
113. Praezygaena
114. Procotes
115. Procris
116. Prosopandrophila
117. Pryeria
118. Psaphis
119. Pseudonyctemera
120. Pseudoprocris
121. Pseudoscaptesyle
122. Pycnoctena
123. Retina
124. Rhagades
125. Rhodopsona
126. Saliunca
127. Saliuncella
128. Sciodoclea
129. Seryda
130. Setiodes
131. Sinica
132. Soritia
133. Sthenoprocris
134. Stylura
135. Syringura
136. Tascia
137. Tasema
138. Tetraclonia
139. Thaumastophleps
140. Theresimima
141. Thyrassia
142. Triacanthia
143. Triprocris
144. Trypanophora
145. Turneriprocris
146. Urodopsis
147. Vogleria
148. Xenoprocris
149. Zikanella
150. Zygaena